# 米謝·凱藍
米謝·凱藍（法語：Michel Kaplan，1946年4月15日—）是一位法國中世紀史學家，持有史學一級教師資格以及博士學位。他是一名拜占庭學家，精於拜占庭思想史、聖徒傳記和鄉間生活的研究。

## 生平
凱藍早年師從拜占庭學家保羅·勒默爾，後來作為巴黎第一大學的助理教授開始個人的事業生涯，之後又成為講座教授。他在1988年寫下博士論文《6至11世紀拜占庭的人與土地》，同年成為巴黎第一大學的中世紀史教授，任教於拜占庭歷史暨文明系，並於1999至2004年期間擔任該校校長。單獨或與人合作著有數部教科書，如《近東的中世紀》（Le Moyen Âge au Proche-Orient）；關於拜占庭的概論作品《拜占庭與正教世界》（Byzance et le monde orthodoxe）；特別鑽研鄉間生活的《拜占庭的土地與人》（La terre et les hommes à Byzance）等。於2003年左右致力於社會群體心態與行為的研究。於2015年退休。
其著作的中譯本《拜占庭：燦爛的黃金時代》由時報文化於2003年發行，作為第72冊書目收錄在《發現之旅叢書》系列裡。

## 著述
- - 《拜占庭：燦爛的黃金時代》，「發現之旅」（#72），臺北：時報文化，2003
  - 《拜占廷：東羅馬帝國的輝煌歲月》，「發現之旅」（#29），上海：上海書店出版社，2004